# Way of the Warrior
Way of the Warrior — компьютерная игра в жанре файтинг, разработанная Naughty Dog и изданная Universal Interactive Studios для игровой системы 3DO Interactive Multiplayer. Была выпущена в Северной Америке 30 августа 1994 года.
Way of the Warrior отличается графикой с высоким разрешением, персонажами с подробными сюжетными линиями и сверхсильными завершающими ходами. Игрокам предстоит сразиться с разными бойцами, «тенью» своего собственного персонажа и двумя боссами, чтобы добиться полной победы. У каждого персонажа есть стандартный арсенал наступательных и оборонительных боевых приёмов, комбинированных атак и специальных приёмов, которые убивают поверженного противника экстремальным образом. Саундтрек игры состоит из музыки из альбома White Zombie 1992 года La Sexorcisto: Devil Music, Vol. 1.

## Игровой процесс

Скриншот игрового процесса игры, представляющей собой файтинг, проходит матч между Драконом и Никки Чен.

По аналогии с такими играми, как Street Fighter II: The World Warrior и Mortal Kombat, игрокам предстоит сражаться насмерть с различными Воинами Мира, чтобы попасть в «Книгу Воинов». Боевой арсенал каждого персонажа включает в себя базовые удары и защитные действия, а также сложные комбо и финальные приёмы, которые убивают поверженного противника особенно жестоким образом. В игре также присутствуют скрытые персонажи, которых можно разблокировать с помощью секретных кодов.

## Разработка
После завершения работы над проектами Keef the Thief и Rings of Power для Electronic Arts, основатели Naughty Dog, Энди Гэвин и Джейсон Рубин, были разочарованы потерей творческого контроля и поддержки со стороны маркетингового отдела EA. Это подтолкнуло их к решению взять паузу в игровой индустрии. Гэвин посвятил себя научной работе, приступив к получению докторской степени в Массачусетском технологическом институте (MIT), в то время как Рубин переехал в Калифорнию с намерением заняться сёрфингом. Однако вместо этого Рубин основал компанию по спецэффектам, что стало началом его занятия 3D-компьютерной графикой. Его новый бизнес быстро нашёл применение своим навыкам, получив заказ от Columbia Pictures на работу над спецэффектами для фильма «Волк».
В середине их творческого отпуска, когда Рубин ещё не начал работать над кинопроектом «Волк», Гэвин и Рубин получили звонок от основателя EA Трипа Хокинса. Хокинс рассказал о своих планах по созданию новой консоли на основе дисков, которую он назвал 3DO, и предложил дуэту бесплатные комплекты для разработки. Это предложение оказалось заманчивым — Гэвин и Рубин увидели в этом шанс преодолеть препятствия, с которыми они столкнулись при производстве картриджей для Rings of Power. Вложив 80 000 долларов от своего предыдущего проекта, они взялись за создание игры для 3DO в 1993 году, на этот раз без поддержки издателя. Рубин говорил о Way of the Warrior как о точке невозврата — о переходе от хобби к профессии, а Гэвин говорил, что отсутствие внешнего финансового контроля научило их более ответственному и экономному использованию собственных средств и времени.
Во время начала разработки Way of the Warrior, файтинги вроде Mortal Kombat, Street Fighter и Samurai Shodown пользовались популярностью как в игровых залах, так и на домашних игровых системах. Рубин отметил, что по своей сути файтинги, будучи проще и меньше по размеру по сравнению с ролевыми играми, можно было создавать быстрее и легче. Гэвин объяснял: «Сделаешь один фон и одного персонажа, можешь играть сам с собой, и вот тебе рабочая игра. Можно начинать прорабатывать вопросы баланса, игровой механики и прочее». Гэвин и Рубин стремились создать что-то вроде более экстремального и «немного более комичного» Mortal Kombat, вдохновившись рядом гонконгских кунг-фу фильмов, которые они смотрели вместе. Зная, что для работы над игрой им придётся находиться в одном месте, Рубин пытался убедить Гэвина переехать в Ньюпорт-Бич, Калифорния. Однако Гэвин ещё учился в Массачусетском технологическом, поэтому он убедил Рубина переехать в Бостон. Для совместной жизни и работы они арендовали квартиру.
Хотя Гэвин и Рубин планировали воссоздать визуальные эффекты Mortal Kombat с использованием цифровой техники, их ограниченный бюджет не позволял им использовать технологию хромакея или какой-либо фон для захвата движения. Поэтому они купили кремовый экран и прибили его к стене гостиной, закрыв единственные окна в квартире и вентиляционные отверстия. Расположение экрана, несоответствующие объективы для их камеры и небольшой размер квартиры усложняли процесс съёмки. Чтобы снимать движения для игры, Рубину приходилось открывать входную дверь и снимать из коридора квартиры. Это приводило в замешательство и беспокойство их соседей, которые по ошибке полагали, что пара снимает откровенные порнографические фильмы. Гэвин и Рубин пригласили друзей и членов семьи для изображения персонажей игры; большинство из них работали бесплатно, так как Гэвин и Рубин не могли им платить.
Костюмы для игры были собраны наспех и куплены в одном магазине в Бостонском Чайнатауне, и Гэвин с Рубином не имели представления о том, как будет выглядеть персонаж, пока не подошли с одеждой к кассе. Различные предметы из квартиры также использовались в костюмах персонажей. В частности, костюм секретного персонажа Гулаб Джамуна (в исполнении Виджая С. Панде) состоял из наволочки, использованной в качестве пояса, простыни для тюрбана и камня из подержанного набора для наряда Жасмин. Для съёмок использовались две лампы по 1000 ватт, несмотря на отсутствие вентиляции из-за экрана; температура в квартире достигала 105 градусов во время съемок персонажа Никки Чан. Тэ Мин Ким, сыгравший Чина «Дракон» Лю, погиб в велосипедной аварии через год после выхода игры и ему было сделано посмертное посвящение в последующей игре Naughty Dog, Crash Bandicoot.
Озвучка игры записывалась через микрофонный вход компьютера Apple Macintosh. Гэвин и Рубин в большинстве своем записали вокализацию кунг-фу движений сами, при этом Гэвин проводил ночи, занимаясь обработкой аудио. Родни Брукс, в то время руководитель лаборатории искусственного интеллекта Массачусетского технологического, озвучил персонажа Джейка Квериуса. Голос Чина «Дракона» Лю записал Дэвид Лю, который был студентом-выпускником Гарварда 1994 года и известным профессиональным игроком в Street Fighter II. Лю также был ведущим тестировщиком игры и старался упоминать Way of the Warrior во время телевизионных интервью о своем времени в Гарварде. Гэвин озвучил Малькольма Фокса и Кулла, в то время как Рубин дал голос Хранителю Книги и Высшему Аббату.

## Маркетинг и выпуск
Разработка игры заняла 12 месяцев при общем бюджете в 100 000 долларов США. Несмотря на то, что Гэвин получал стипендию в 14 000 долларов в год на обучение в магистратуре Массачусетского технологического, финансовое положение и условия проживания его и Рубина ухудшились в период производства игры. Они были вынуждены продать оставшиеся личные вещи, чтобы свести концы с концами, заканчивая разработку игры. Используя последние 10 000 долларов, они арендовали пространство размером 3×3 фута в павильоне 3DO на pимней Consumer Electronics Show, чтобы найти издателя. Оказавшись среди игр, которые издатели рекламировали как «мультимедийные» — и которые Рубин охарактеризовал как «множество плохо снятого интерактивного видео и странного полуигрового мусора» — Рубин пришел к выводу, что «Все они [другие издатели] слишком поздно осознали, что такие продукты не продадутся, и что им нужно издавать настоящие игры. К несчастью для них, единственной настоящей игрой, которая была почти готова, была наша Way of the Warrior».
В итоге между Universal Interactive, The 3DO Company и Crystal Dynamics разгорелась борьба за права на игру. Гэвин и Рубин были близки к принятию предложения Crystal Dynamics, но обнаружили разногласия внутри Crystal Dynamics между теми, кто хотел издать игру, и теми, кто хотел купить игру и использовать ее движок для разработки игр серии Samurai Shodown. Хокинс, представляя 3DO, также искушал их предложением, используя свою харизму, которую Гэвин позже охарактеризовал как «поле искажения реальности»; Рубин утверждал, что умение Хокинса убеждать влияло на всех вокруг, особенно на его сотрудников. По этой причине они колебались над приемом его предложения, несмотря на предыдущий опыт работы с ним. Universal Interactive в итоге выиграла права на издание игры, предложив Naughty Dog место в своей студии и финансирование ещё трех игр, над которыми Naughty Dog сохранит творческую свободу. Рубин вспоминал: «Если бы мы заключили эксклюзивный договор с 3DO, это могло бы стать концом Naughty Dog».
Компания Naughty Dog позже сотрудничала с American Laser Games над разработкой аркадной версии игры; прототипы были созданы и протестированы, но так и не были выпущены. За исключением контроллеров, аркадная версия была идентична версии для 3DO и даже использовала саму систему 3DO Interactive Multiplayer в качестве основного оборудования.

## Оценки
| Иноязычные издания    | Иноязычные издания |
| Издание               | Оценка             |
| --------------------- | ------------------ |
| EGM                   | 3,75/10            |
| GamePro               | 15/20              |
| Next Generation       | [ 13 ]             |
| 3DO Magazine          | [ 14 ]             |
| Coming Soon Magazine  | [ 15 ]             |
| Consoles +            | 69 %               |
| Entertainment Weekly  | B+                 |
| Génération 4          | 80 %               |
| Score                 | 4/10               |
| Video Games           | 64 %               |
| VideoGames            | 7/10               |
| GamesMaster           | 43 %               |
| Русскоязычные издания |                    |
| Издание               | Оценка             |
| Суперэнциклопедия 3DO | [ 23 ]             |

Игра Way of the Warrior была высоко оценена критиками за графику и фаталити. Однако критики быстро окрестили её неполноценным клоном Mortal Kombat, указывая на плохое управление, дизайн персонажей, длительное время загрузки, звуковые эффекты и сложности с выполнением специальных приемов, а также на поверхностную механику игры. В сравнении с Mortal Kombat и другими играми жанра, такими как Primal Rage и Killer Instinct, оценки были негативными. Рецензенты журнала Electronic Gaming Monthly отметили графику, анимацию и фаталити, но раскритиковали управление, особенно сложность в выполнении специальных приемов . GamePro дал игре негативный отзыв, подчеркнув неинтересный дизайн персонажей, долгие времена загрузки, мелкие спрайты, слабые звуковые эффекты и невысокую сложность. Однако, не согласившись с Electronic Gaming Monthly, обозреватель заявил, что «выполнение специальных приемов не вызывает трудностей». Журнал Next Generation заявил, что «Way of the Warrior только доказывает, что ни количество музыки, 3D-графики, ни кровавость не могут заменить основы, такие как игровой процесс и хороший дизайн персонажей». По меркам 3DO игра продавалась хорошо, по утверждению Naughty Dog, превзойдя по продажам порт Samurai Shodown от SNK на 3DO.